# Arrows A7

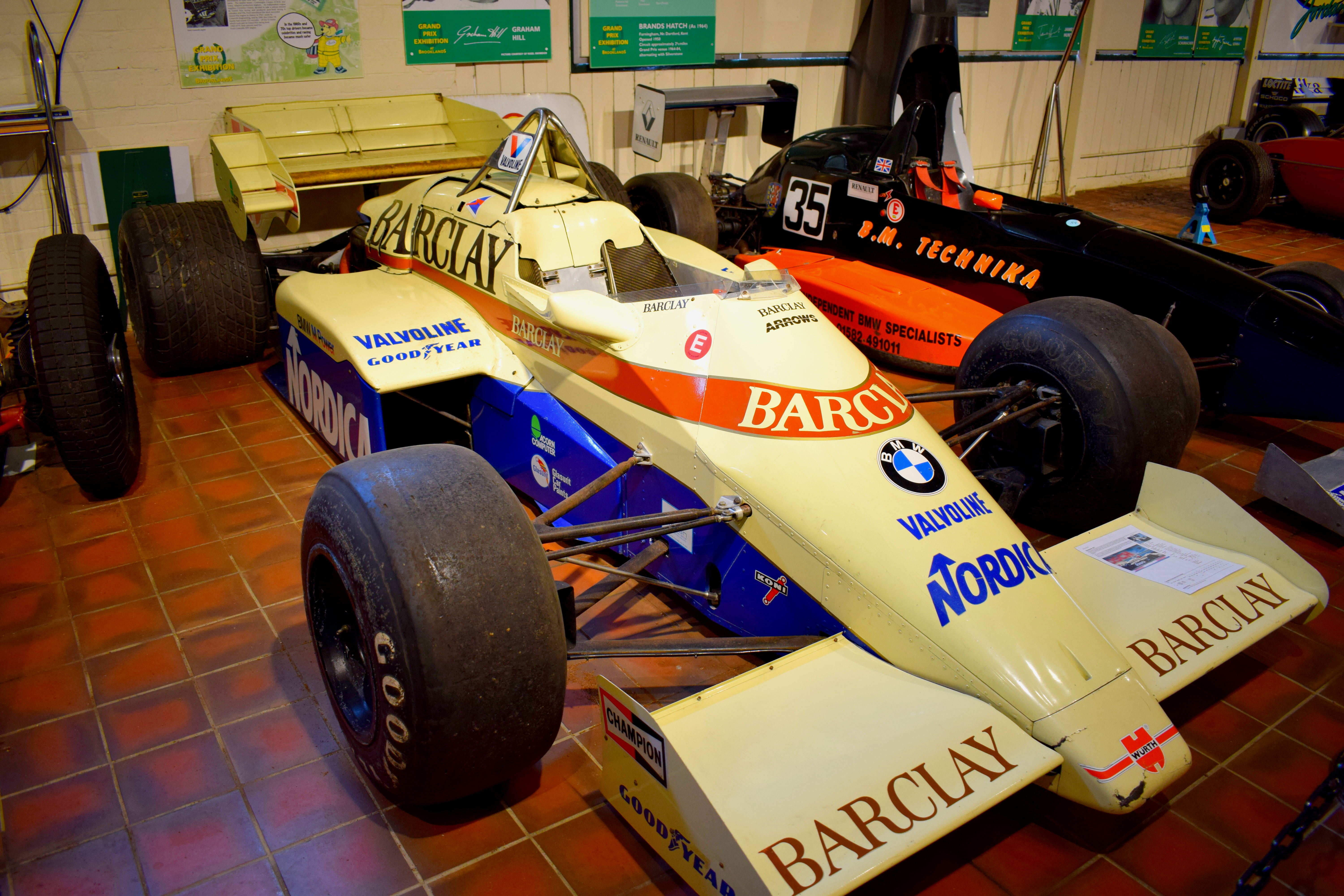
Arrows A7 im Brooklands-Museuum

Der Arrows A7 war ein Formel-1-Rennwagen, mit dem das Arrows-Team in der Formel-1-Weltmeisterschaft 1984 antrat.
Sein Debüt feierte der Wagen beim Großer Preis von Belgien 1984, der im selben Jahr in Zolder stattfand. Gefahren wurde er vom vielseitigen Schweizer Marc Surer und dem Belgier Thierry Boutsen, doch der A7 erzielte nur drei Punkte, als Boutsen und Surer beim Großer Preis von Österreich 1984 den fünften bzw. sechsten Platz belegten.
Der A7 war das erste Mal, dass das Team einen Turbomotor einsetzte. Es handelte sich um denselben leistungsstarken BMW M12 Reihenvierzylinder, der auch vom Brabham-Team verwendet wurde. Anders als bei Brabham, wo sich die Motoren von BMW-Ingenieuren betreuten, wurden die Motoren von Arrows vom Schweizer Motorenguru Heini Mader gewartet und weiterentwickelt. Dadurch verfügte Arrows über rund 810 PS während die Werksmotoren rund 910 PS leisteten.